# ماركوس ناش
ماركوس نـاش (بالإنجليزية: Marcus Nash)‏ هو ممثل بريطاني، ولد في 15 فبراير 1994 في المملكة المتحدة.

## وصلات خارجية
- ماركوس نـاش على موقع IMDb (الإنجليزية)
- ماركوس نـاش على موقع قاعدة بيانات الفيلم (الإنجليزية)